# Stephan Hochgeschurtz
Stephan „Büb“ Hochgeschurtz (* 27. Februar 1930; † 27. Februar 2012 in Köln) war ein deutscher Fußballspieler.

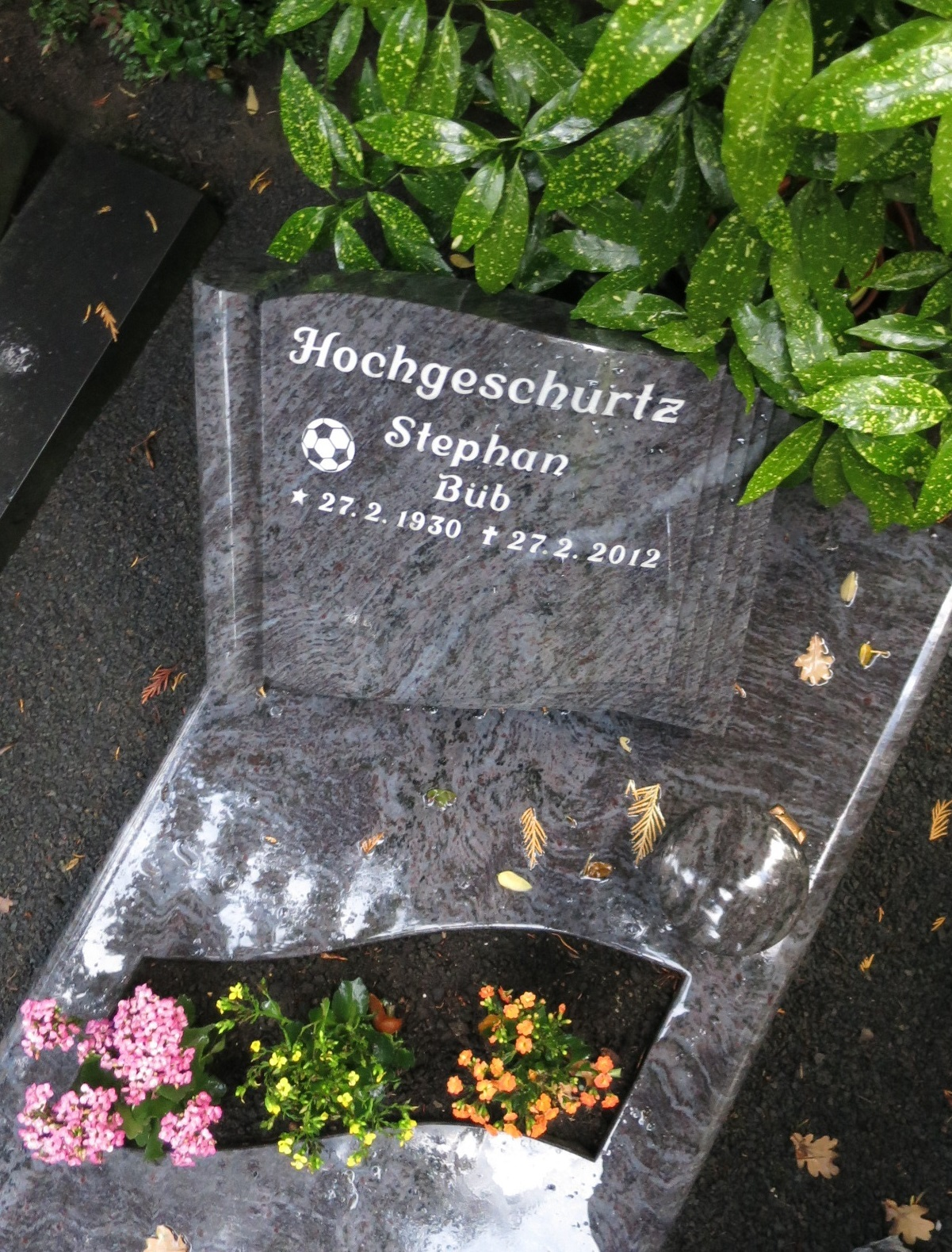
Grabstätte
von Stephan „Büb“ Hochgeschurtz auf dem Melaten-Friedhof

## Sportlicher Werdegang
Hochgeschurtz spielte in seiner Jugend bis 1948 für die SpVgg Sülz 07. Mit der am 13. Februar 1948 vollzogenen Fusion mit dem Kölner BC 01 zum 1. FC Köln gehörte er dem neu gegründeten Verein an, für den er zwei Punktspiele bestritt. Sein erstes fand sechs Monate und fünf Tage nach der Gründung des Vereins statt; am 18. September 1948 wurde Blau-Weiß 06 Köln mit 2:1 bezwungen. Sein zweites Punktspiel für die Geißböcke bestritt er am 21. November 1948 beim 1:0-Sieg über den SC West Köln; es sollte sein letztes gewesen sein. Mit seinen beiden Einsätzen in der Gruppe 2 der Rheinbezirksliga hatte er Anteil an der regionalen Meisterschaft und den damit verbundenen Aufstieg in die Oberliga West 1949.
In der Saison 1949/50 spielte er für Blau-Weiß 06 Köln in der seinerzeit drittklassigen Landesliga Mittelrhein. Von 1950 bis 1953 war er für den SV Bergisch Gladbach 09 aktiv. Die ersten beiden Saisons war er mit seiner Mannschaft in der 2. Oberliga West, Gruppe 2 vertreten, seine letzte in der Landesliga Mittelrhein. Mit der Mannschaft erreichte er am 28. Juni 1953 das Endspiel um die Amateurmeisterschaft. Im Wuppertaler Stadion am Zoo gewann er mit dem 3:2-Sieg über den Homberger SV seinen ersten Titel.
Von 1953 bis 1955 war er für den Rheydter Spielverein tätig, wobei er zunächst in der Oberliga West, danach in der 2. Oberliga West spielte. Sein letzter Verein war die in der Oberliga Südwest vertretene Spvgg Andernach, die als Spielklassen-Neuling die Klasse mit vier Punkten auf den ersten Absteiger, FV Engers 07, halten konnte.

## Erfolge
- Deutscher Amateurmeister 1953 (mit dem SV Bergisch Gladbach 09)
- Meister Rheinbezirksliga 1949 und Aufstieg in die Oberliga West (mit dem 1. FC Köln)

## Ableben
Hochgeschurtz verstarb an seinem 82. Geburtstag in Köln und wurde auf dem Kölner Melaten-Friedhof (Flur 16 (A)) beigesetzt.

## Anmerkung / Einzelnachweise
1. ↑  Statistik ohne Saison 1954/55
2. ↑  Traueranzeige auf doolia.de

| Personendaten    | Personendaten                  |
| ---------------- | ------------------------------ |
| NAME             | Hochgeschurtz, Stephan         |
| ALTERNATIVNAMEN  | Hochgeschurtz, Büb (Spitzname) |
| KURZBESCHREIBUNG | deutscher Fußballspieler       |
| GEBURTSDATUM     | 27. Februar 1930               |
| STERBEDATUM      | 27. Februar 2012               |
| STERBEORT        | Köln, Deutschland              |